# Andrônico Comneno (filho de João II)
Andrônico Comneno (português brasileiro) ou Andrónico Comneno (português europeu) (em latim: Andronicus Comnenus; em grego: Ἀνδρόνικος Κομνηνός; romaniz.: Andronikos Komnenos) era o terceiro herdeiro e segundo filho do imperador bizantino João II Comneno (r. 1118–1143) com sua esposa húngara Piroska (Irene).
Provavelmente em 1122, quando seu irmão foi elevado como coimperador, teria sido nomeado sebastocrator com seus demais irmãos. Desde 1129, seguiu seu pai nas inúmeras campanhas realizadas contra os vizinhos imperiais, sobretudo o Reino da Hungria, os turcos seljúcidas e o Reino Armênio da Cilícia. Durante a campanha contra o último, em 1142, viria a falecer.

## Biografia

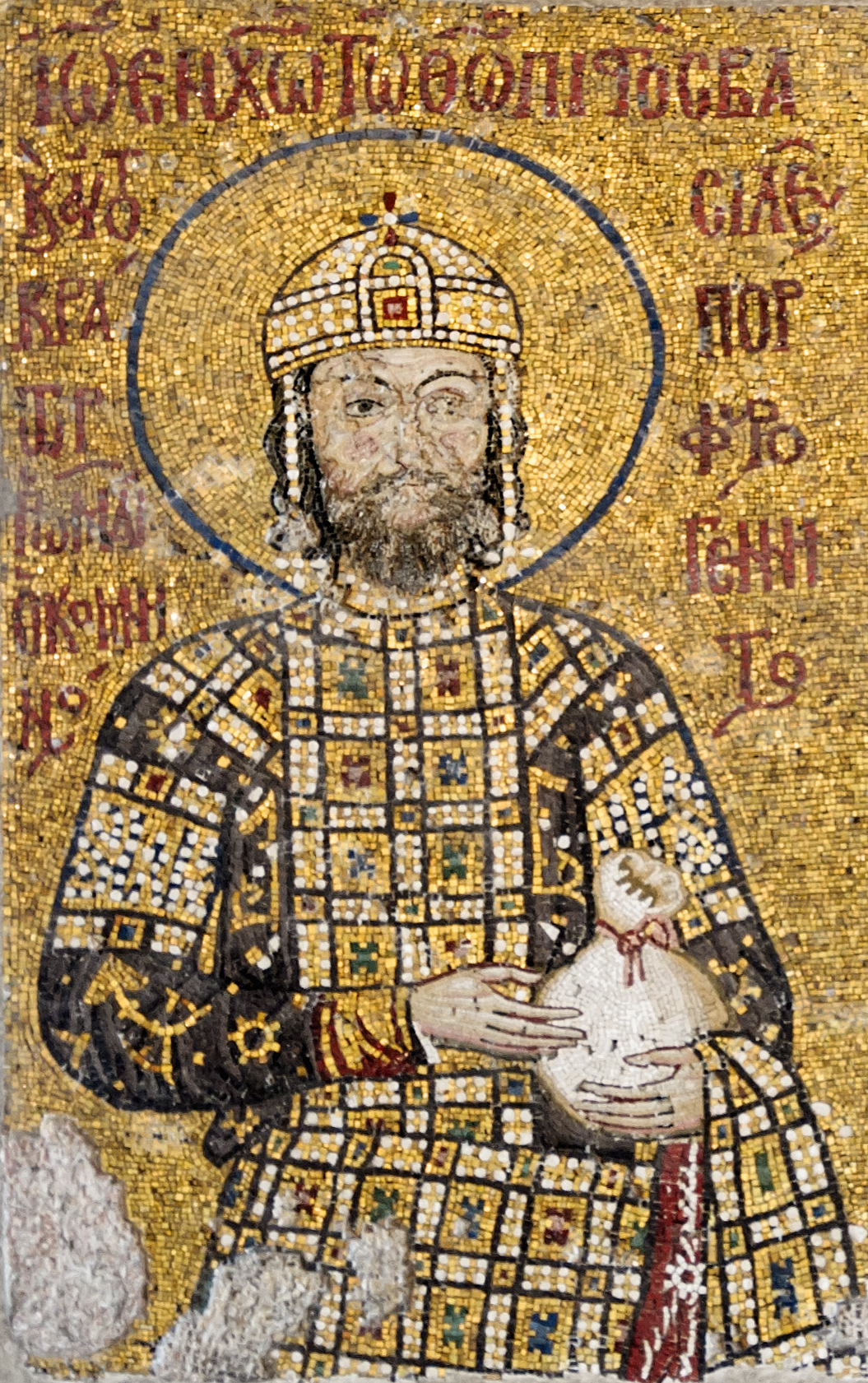
João II Comneno

Andrônico Comneno nasceu ca. 1108/1109, a terceira criança e segundo filho do imperador João II Comneno (r. 1118–1143) e sua esposa húngara, a imperatriz Irene. Provavelmente em 1122, quando seu irmão mais velho Aleixo foi elevado a coimperador, recebeu a posição de sebastocrator junto com seus irmãos mais jovens Isaac e Manuel.
Muito cedo Andrônico envolver-se-ia em questões militares. Sua primeira campanha ocorreu em 1129, quando acompanhou seu pai em sua vitória decisiva contra os húngaros. Como seus outros irmãos, também acompanhou João II durante suas sucessivas campanhas contra os turcos seljúcidas na Ásia Menor. Os poetas cortesões Miguel Itálico e Teodoro Pródromo louvaram sua habilidade militar, com o primeiro inclusive comparando-o com os heróis mitológicos da Ilíada.
Andrônico morreu em agosto de 1142, logo após seu irmão mais velho Aleixo. Os irmãos haviam novamente seguido seu pai, que à época estava realizando campanha contra o Reino Armênio da Cilícia, mas em Ataleia Aleixo subitamente adoeceu e faleceu. Andrônico, que assim tornar-se-ia o herdeiro aparente, viveu por pouco tempo antes de sucumbir também. Enquanto João II continuou sua campanha, o terceiro irmão Isaac levou seus corpos para Constantinopla, onde foram sepultados no Mosteiro de Cristo Pantocrator.

## Família
Andrônico Comneno casou-se em ca. 1124 com uma mulher chamada Irene, cuja família e origem são desconhecidos, exceto por uma referência por um poeta desconhecido que alegou num poema encomiástico dela que ela descendia dos Enéadas. O casal teve vários filhos:
- Maria Comnena, que se casou com Teodoro Dasíota e, em seguida, com João Cantacuzeno.[7]
- João Ducas Comneno (m. ca. 17 de setembro de 1176), que se casou com uma Taronitissa (primeiro nome desconhecido) e teve uma filha, Maria Comnena, rainha de Jerusalém.[8]
- Teodora Comnena (m. 2 de janeiro de 1184), que se casou com o duque Henrique II da Áustria.[9]
- Eudóxia Comnena, que se casou com um primeiro marido de nome desconhecido e depois com Miguel Gabras. Ela também foi amante de Andrônico I.[10]
- Aleixo Comneno, assassinado em 1183, que se casou com Maria Ducena com quem teve dois filhos de vida curta. Acredita-se ter sido amante de Maria de Antioquia (viúva de Manuel I) e comandou o conselho regencial para o filho dela, Aleixo II.[11]